# Benjamin Wright
Benjamin Wright (Münster, 1º luglio 1980) è un ex calciatore inglese, di ruolo attaccante.

## Carriera

### Club
Wright trascorse i primi 13 anni della sua vita a Münster, dove viveva perché il padre era impegnato, con la British Army. Tornò poi in Inghilterra con la famiglia, trasferendosi a Lincolnshire. Iniziò a giocare a calcio, a livello giovanile, nei Deeping Rangers e fece parte della Deepings School che vinse la Lincolnshire Schools County Cup 1999. Si trasferì poi al Kettering Town, dove attirò l'attenzione di club più prestigiosi. Giocò infatti 2 partite per la formazione Under-19 del Leeds United, prima di firmare per il Bristol City.
Passò la maggior parte del periodo in questa squadra tra le formazioni giovanili e quella delle riserve. Gli fu comunque offerta qualche possibilità, come quando sostenne un provino nel Bolton o nel prestito mensile al Woking.
Ad aprile 2001, raggiunse il suo ex allenatore Benny Lennartsson al Viking, in Norvegia. Debuttò nella Tippeligaen il 16 aprile, subentrando a Erik Nevland nella vittoria per 4-3 sul Rosenborg. Il 29 aprile segnò la prima rete nella massima divisione norvegese, nel 4-0 inflitto al Tromsø. Nel 2003 fu ingaggiato dallo Start, in 1. divisjon. Esordì in squadra il 13 aprile, nella sconfitta per 1-0 sul campo del Mandalskameratene. Fu il capocannoniere della squadra che vinse il campionato 2004 e che conquistò la promozione nella Tippeligaen. A settembre 2005, si ruppe una gamba in allenamento e questo infortunio le tenne fuori per buona parte del 2005 e del 2006. Una volta ripresosi, giocò in prestito al Moss (in Adeccoligaen, nuovo nome della 1. divisjon). Vestì per la prima volta la maglia della nuova squadra il 20 agosto 2006, sostituendo Steffen Nystrøm nella sconfitta per 2-0 sul campo dello Aalesund. Il 3 settembre segnò la prima rete, nel successo per 4-0 sullo Haugesund.
Nell'estate 2007, tornò in Inghilterra, per indossare la casacca del Lincoln City. Con 15 reti, fu il capocannoniere stagionale della squadra. Il 5 maggio 2009 fu rilasciato ed il 18 maggio firmò un contratto dalla durata annuale con il Macclesfield Town.
A fine stagione lasciò il club, assieme a 10 compagni di squadra. Firmò poi per i neozelandesi del Richmond Athletic, assieme a 3 connazionali.

## Palmarès

### Club

#### Competizioni nazionali
- 1. divisjon: 1

Start: 2004